# Cerkiew św. Jana Teologa w Moskwie (Twierskoj)
Cerkiew św. Jana Teologa – zabytkowa cerkiew prawosławna w rejonie Twierskim Moskwy, przy placu Nowym. Administruje nią placówka duszpasterska podporządkowana bezpośrednio patriarsze, równocześnie należąca do dekanatu Iwerskiej Ikony Matki Bożej eparchii moskiewskiej miejskiej Rosyjskiego Kościoła Prawosławnego. Potocznie określana jest jako cerkiew św. Jana Teologa pod Wiązem.

## Historia
Pierwsza wzmianka o drewnianej cerkwi św. Jana Teologa, znajdującej się w Kitaj-gorodzie między wylotami ulic Nikolskiej oraz Iljinki, pochodzi z 1493. Budynek wielokrotnie był niszczony i odbudowywany, m.in. w czasie wielkiej smuty i podczas pożaru Moskwy w 1812. W 1658 na miejscu cerkwi drewnianej zbudowano nową świątynię z cegły. Od drzewa, które do 1775 rosło obok pomieszczenia ołtarzowego świątyni, obiekt sakralny zaczął być nazywany cerkwią św. Jana Teologa pod Wiązem. W latach 1825–1829 na miejscu XVII-wiecznej cerkwi zbudowano kolejną, również murowaną, w stylu empire. Inicjatorem inwestycji był miejscowy duchowny Wasilij Lubimow, zaś autorem projektu – Iwan Tamanski. Równolegle z cerkwią wzniesiono w jej sąsiedztwie nowy dom dla kapłanów służących w parafii. Świątynia posiadała sześć ołtarzy. W górnej cerkwi były to ołtarz główny św. Jana Teologa oraz boczne – Odnalezienia Głowy Jana Chrzciciela i św. Łukasza, w dolnej – Opieki Matki Bożej, św. Mikołaja i św. Mitrofana z Woroneża. W 1837 z fundacji parafialnego starosty Łuki Koznowa w cerkwi wykonano dekorację wnętrza, w tym też roku odbyło się poświęcenie budynku (dolną cerkiew konsekrowano dopiero w 1902). W 1910 obiekt został wyremontowany i po zakończeniu prac wyświęcony ponownie przez biskupa dmitrowskiego Tryfona.
W 1925 władze radzieckie zamknęły cerkiew. Dziewięć lat później przekazano ją na siedzibę Muzeum Historii Moskwy. W związku z tym wnętrze obiektu zostało silnie przekształcone – podzielone na piętra. Rozebrano również cebulaste kopułki nad dzwonnicą i nawą cerkiewną. 
W 1992 władze Moskwy przekazały obiekt w użytkowanie Rosyjskiemu Kościołowi Prawosławnemu. Muzeum Historii Moskwy nie opuściło jednak budynku, nie mając żadnej innej siedziby. Rosyjski Kościół Prawosławny zabiegał o możliwość współużytkowania budynku wraz z muzeum poprzez sprawowanie nabożeństw o wyznaczonych godzinach w głównym pomieszczeniu cerkwi, które równocześnie mogłoby być przestrzenią wystawową. Gdy otrzymał odpowiedź odmowną, od 2010 organizował nabożeństwa na ulicy, obok budynku. 
W 2006 miasto przekazało Muzeum Moskwy kompleks dawnych wojskowych magazynów żywnościowych przy Bulwarze Zubowskim. Ostatecznie muzeum przeniosło się do nowej siedziby w 2011, wtedy też w budynku cerkwi pierwszy raz od upadku Związku Radzieckiego odbyła się Święta Liturgia. Na mocy decyzji patriarchy moskiewskiego i całej Rusi Cyryla z 2010 przy świątyni rozpoczęła działalność parafia przeznaczona dla studentów i wykładowców Rosyjskiego Prawosławnego Instytutu św. Jana Teologa. Cerkiew została odremontowana, przywrócono jej pierwotny wygląd, w latach 2016–2017 restaurując dzwonnicę i ponownie ustawiając na niej krzyż.